# مارستون مونتگومری
مارستون مونتگومری (به انگلیسی: Marston Montgomery) یک روستا و محله مدنی در بریتانیا است که در Derbyshire Dales واقع شده‌است. مارستون مونتگومری ۴۴۸ نفر جمعیت دارد.